# Santiago Challenger 2013
Il Santiago Challenger 2013, noto anche come Cachantún Cup per motivi di sponsorizzazione, è stato un torneo di tennis facente parte della categoria ATP Challenger Tour nell'ambito dell'ATP Challenger Tour 2013. È stata la 8ª edizione del torneo che si è giocata allo Stade Francais di Las Condes nella Regione Metropolitana di Santiago in Cile dal 4 al 10 marzo 2013 su campi in terra rossa e aveva un montepremi di $35,000+H.

## Partecipanti singolare

### Teste di serie
| Nazionalità | Giocatore              | Ranking | Testa di serie |
| ----------- | ---------------------- | ------- | -------------- |
| Argentina   | Martín Alund           | 91      | 1              |
| Paesi Bassi | Thiemo de Bakker       | 110     | 2              |
| Brasile     | Rogério Dutra da Silva | 115     | 3              |
| Argentina   | Federico Delbonis      | 118     | 4              |
| Croazia     | Antonio Veić           | 129     | 5              |
| Brasile     | João Souza             | 132     | 6              |
| Cile        | Paul Capdeville        | 144     | 7              |
| Argentina   | Diego Schwartzman      | 157     | 8              |

### Altri partecipanti
Giocatori che hanno ricevuto una wild card:
- Christian Garin
- Gonzalo Lama
- Nicolás Massú
- Matías Sborowitz

Giocatori che sono passati dalle qualificazioni:
- Andrea Collarini
- Jozef Kovalík
- Pere Riba
- Juan Carlos Saez

Giocatori che hanno ricevuto un entry come special exempt:
- Renzo Olivo

## Partecipanti doppio

### Teste di serie
| Nazionalità | Giocatore         | Nazionalità | Giocatore          | Ranking* | Testa di serie |
| ----------- | ----------------- | ----------- | ------------------ | -------- | -------------- |
| Brasile     | Marcelo Demoliner | Brasile     | João Souza         | 196      | 1              |
| Australia   | Jordan Kerr       | Svezia      | Andreas Siljeström | 217      | 2              |
| Argentina   | Martín Alund      | Argentina   | Facundo Bagnis     | 268      | 3              |
| Cile        | Paul Capdeville   | Uruguay     | Marcel Felder      | 432      | 4              |

### Altri partecipanti
Coppie che hanno ricevuto una wild card:
- Jorge Aguilar /  Nicolás Massú
- Cristian Garín /  Gonzalo Lama
- Hans Podlipnik-Castillo /  Juan Carlos Saez

## Vincitori

### Singolare
Facundo Bagnis ha battuto in finale  Thiemo de Bakker con il punteggio di 7–6(2), 7–6(3).

### Doppio
Marcelo Demoliner /  João Souza hanno battuto in finale  Federico Delbonis /  Diego Junqueira con il punteggio di 7–5, 6–1.